# Yellow Pine
Yellow Pine – miejscowość spisowa (niemunicypalna) w Stanach Zjednoczonych, w stanie Idaho, w hrabstwie Valley.